# Хуан Хуа
Хуан Хуа (кит.: 黄华 — Huáng Huá, 1913, Хебей, Республіка Китай –2010, Пекін, КНР) — китайський державний діяч, дипломат.

## Біографія
Народився 25 січня 1913 року в провінції Хебей, Китай. Закінчив Яньцзінський університет.
Служив в Радянській Червоній армії.
З 1936 — вступив до Комуністичної партії Китаю. Працював на різних партійних і державних посадах, був секретарем у генерала Є Цзяньїна.
З 1949 — співробітник міністерства закордонних справ Китаю.
У 1953 — брав участь в мирних переговорах на Корейському півострові.
З 1953 — директор Відділу Департаментів Західної Європи та Африки МЗС Китаю.
З 1954 по 1955 — радник Чжоу Еньлая на Женевській і Бандунзькій конференціях.
З 1960 по 1970 — Надзвичайний і Повноважний Посол КНР в Гані та в Єгипті.
З 1970 по 1971 — Надзвичайний і Повноважний Посол КНР в Оттаві (Канада).
З 1971 — перший постійний представник КНР в ООН і в Раді Безпеки ООН.
З 1976 по 1982 — міністр закордонних справ Китаю.
24 листопада 2010 — помер в Пекіні.